# Categorie van magma's
In de categorietheorie, een abstract deelgebied van de wiskunde, heeft de categorie van magma's, aangeduid door Mag, als objecten verzamelingen met een binaire operatie, en morfismen gegeven door homomorfismen van operatie, in de zin van de universele algebra. Het is een categorie.
De categorie Mag heeft direct producten, zodat een magma kan worden gedefinieerd.
Er is een inclusiefunctor van de categorie van verzamelingen Set naar Med.
- Dit artikel of een eerdere versie ervan is een (gedeeltelijke) vertaling van het artikel Magma (algebra) op de Engelstalige Wikipedia, dat onder de licentie Creative Commons Naamsvermelding/Gelijk delen valt. Zie de bewerkingsgeschiedenis aldaar.